# Cinema basc
El cinema basc, per a aquells que donen suport a aquest concepte, és el cinema en basc i en castellà que es fa al País Basc, així com el realitzat per ciutadans bascos fora del País Basc, i el realitzat per estrangers que tracten del basc, dels bascos o del País basc. La producció de pel·lícules i el sector industrial relacionat es consideren dins de l'activitat cinematogràfica. És de molts gèneres, utilitza moltes tècniques i utilitza diversos mitjans per arribar al públic (cinemes, televisió, vídeo, Internet, etc.).
Tanmateix, alguns diuen que al País Basc no hi ha cinema. Per exemple, això és el que va dir el director Kepa Sojo:
| « | Al País Basc hi ha directors, productors, tècnics i actors que treballen en la indústria cinematogràfica. Però no tenim el més important per fer pel·lícules: la indústria. Pel que fa a la política, podem dir que el País Basc està sota Espanya i França. Avui, el País Basc no és un estat, i a més alguns territoris estan dividits en diferents organitzacions administratives. Mirant la indústria cinematogràfica espanyola, això sembla una cosa per preocupar-se. La indústria és petita en comparació amb altres estats europeus. A més, el monopoli de les empreses estatunidenques és un obstacle perquè les espanyoles puguin avançar en la producció. | » |

D'altres, no volen ni definir quina és la cinematografia del País Basc, i parlen de la cinematografia dels ciutadans bascos.

## Història

### Els inicis
Abans de l'inici del propi cinema, hi havia experiments basats en tècniques fotogràfiques que movien imatges. En l'art, un dels més antics utilitzava el joc de la llum i l'ombra anomenat ombres xineses que es van mostrar a Pamplona l'abril de 1817. Tanmateix, la més popular i utilitzada amb més freqüència va ser l'anomenada llanterna màgica. Tot i que es coneixia abans, es va utilitzar per primer cop a Pamplona el 1806 i a Bilbao el 1828.
L'últim, anomenat cinetoscopi, que ja tenia una estreta vinculació amb el cinema, es va presentar a Sant Sebastià i va tenir un èxit tan gran que l'espectacle es va celebrar del 5 de juliol al 19 de setembre de 1895.

### Cinema mut

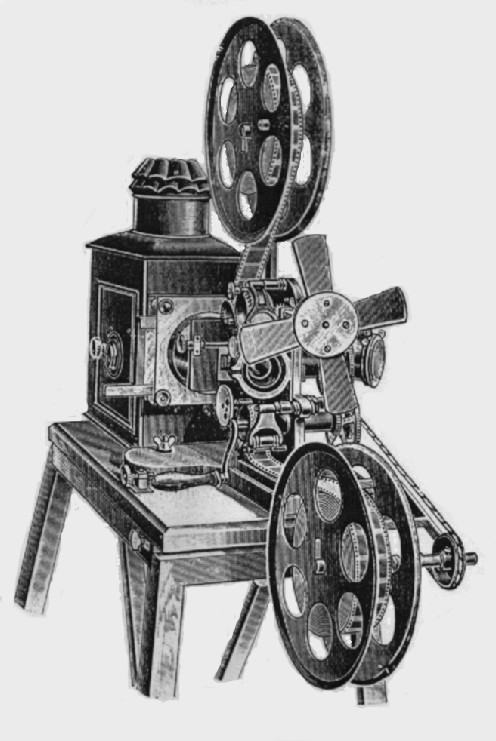
Cinematògraf.

El cinematògraf es va presentar a Sant Sebastià el 24 de juny de 1896 i l'1 d'agost es va projectar a Biarritz una pel·lícula anomenada Llegada de la corte a San Sebastián. L'invent es va presentar el 6 d'agost a Donostia, el 9 d'agost a Bilbao, el 24 d'octubre a Pamplona i l'1 de novembre a Vitòria. El mateix any els germans Lumière van gravar la pel·lícula Les Rochers de la Vierge a Biarritz.
El cinematògraf va tenir un gran èxit al País Basc. També es van gravar les primeres pel·lícules basques, les més famoses El mayorazgo de Basterretxe de Víctor i Mauro Azkona l'any 1928 (la pel·lícula que va exhibir la ikurriña per primera vegada) i Euzkadi de Teodoro Hernandorena l'any 1933 (censurada per la Segona República Espanyola).
Així es van crear les primeres productores: Bilbao Film (1915) o Magna Films (Donostia, 1916) i també les primeres pel·lícules Josetxo (Vitòria, 1918), Pour Don Carlos (1920), Martinchu Perugorría en día de romería (1925) o Eusko Ikusgayak (Manuel Intxausti a petició d'Eusko Ikaskuntza).
L'any 1923 es va fundar a Bilbao l'Acadèmia Hispania Film Això va fer algunes pel·lícules: Un drama en Bilbao, Lolita la huérfana, (dirigida per Aureliano González) i sobretot Edurne, modista bilbaína, el primer llargmetratge del País Basc del segovià Telesforo Gil del Espinar.
Més tard, els germans Mauro i Víctor Azkona van fundar a Barakaldo Estudios Azcona. Van fer els curtmetratges Bilbao, Los apuros de Octavio i Jipi y Tilín i el llargmetratge El mayorazgo de Basterretxe.

### Segona República i Guerra Civil
A la dècada de 1930, el cinema basc va tenir grans problemes per expandir-se. La primera vegada que va actuar en basc en una pel·lícula va ser al documental francès de 1930 Le Pays des Basques de Jean Faugeres i Maurice Champreux.
L'any 1933 Teodoro Ernandorena va gravar el documental nacionalista Euzkadi. D'altra banda, l'any 1936, l'alemany Adolf Trotz també va gravar una pel·lícula anomenada Sinfonía vasca.
La producció de pel·lícules durant la guerra escassa: l'any 1937 Euzkadi, Entierro del benemérito sacerdote basco Jose María de Korta i Uribarren, muerto en el frente de Asturias, Semana Santa en Bilbao i Gernika són els únics documentals, l'últim fet per Nemesio Manuel Sobrevila. Els franquistes també van fer algunes pel·lícules durant la guerra: Hacia la nueva España o Brigadas navarras. L'any 1940, les pel·lícules que no tenien tots els diàlegs en castellà van ser prohibides al País Basc meridional.

### Dictadura franquista

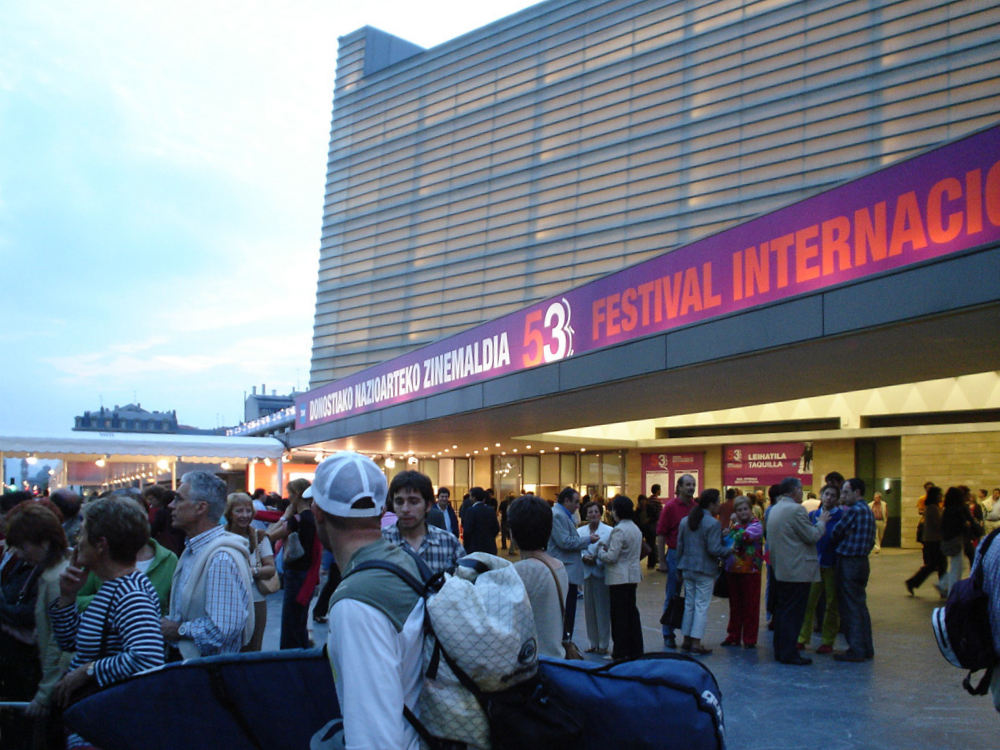
Festival de Sant Sebastià.

La cinematografia de la postguerra era molt escassa. El 1947 alguns refugiats a Iparralde van fundar Euzko Films. D'aquesta manera es van produir els documentals Les souvenirs ne sont pas a vendre i Au Pays Basque avec Luis Mariano. Al País Basc meridional es van crear cineclubs i, el 1953, el Festival Internacional de Cinema de Sant Sebastià.
El 1955 José María Zabalza va fundar Haz Films i wl 1958 wa c fundar la productora Nova Films per fer curtmetratges. Antxon Ezeiza i Elías Querejeta van fundar Laponia Films l'any 1961, que va fer el documental A través de San Sebastián i va ajudar a produir Viridiana.
L'any 1964 Néstor Basterretxea i Fernando Larrukert van fundar Frontera Films Irun. Aquesta productora va fer els curtmetratges Pelotari i Alquezar, però realment va aconseguir l'èxit quan va gravar Ama Lur.
L'any 1964 José María Zabalza i Carlos Serrano Tell van fundar Uranzu Films Irun.
D'altra banda, alguns membres de l'Euzko Gaztedi Indarra que estaven a Veneçuela van fer Los hijos de Gernika, Gotzon Elorza va gravar quatre documentals a Biscaia els anys 1960 i 1964 i es va crear Ornis Films.

### Dècada del 1970-1990
A la dècada de 1970, el cinema basc va reviure al País Basc Meridional. Al principi es van fer documentals, com ara Miradas (premiat al Festival Internacional de Cinema de Sant Sebastià), Estropada Berria, Navarra, las cuatro estaciones, Ere erera baleibu icik subua aruaren i Bost.
Les productores basques Ornis Films, Emergencia P.C., Lan Zinema, Araba Films i Bertan Filmeak van produir les següents pel·lícules:
- Irrintzi de Mirentxu Loiarte
- Ikusmena de Montxo Armendáriz
- Agur Txomin de Javier Rebollo
- Estado de excepción de Iñaki Núñez
- Ikuska, Antxon Ezeiza i Luis Iriondo.[5][6]

També es van fer els llargmetratges:
- Axut (1976) de José María Zabala.
- Aberri Eguna 78 (1978) de José María Zabalza.
- Nortasuna (1978) de Pedro de la Sota
- Balanzatxoa (1979) de Juan Miguel Gutiérrez
- Gipuzkoa (1979) de Julio Caro Baroja
- El proceso de Burgos (1979) d'Imanol Uribe
- Marián (1979) i Ni se lo llevó el viento, ni puñetera falta que hacía de Luis Martínez Cortés.

Quan l'estatut d'autonomia del País Basc de 1979 va donar al Govern Basc competències en cultura, hi va haver una gran empenta per finançar la indústria cinematogràfica al País Basc. Així, a la dècada del 1980 van fer algunes pel·lícules interessants:
- La fuga de Segovia (1981), dirigida per Imanol Uribe.
- Siete calles (1981), dirigida per Juan Ortuoste i Javier Rebollo.
- Agur Everest (1981), dirigida per Fernando Larrukert i Juan Ignacio Lorente.
- La conquista de Albania (1983), dirigida per Alfonso Ungría.
- Akelarre (1984), dirigida per Pedro Olea.
- La muerte de Mikel (1984), dirigida per Imanol Uribe.
- Tasio (1984), dirigida per Montxo Armendáriz.
- Los reporteros (1984), dirigida per Iñaki Aizpuru Zubitur.

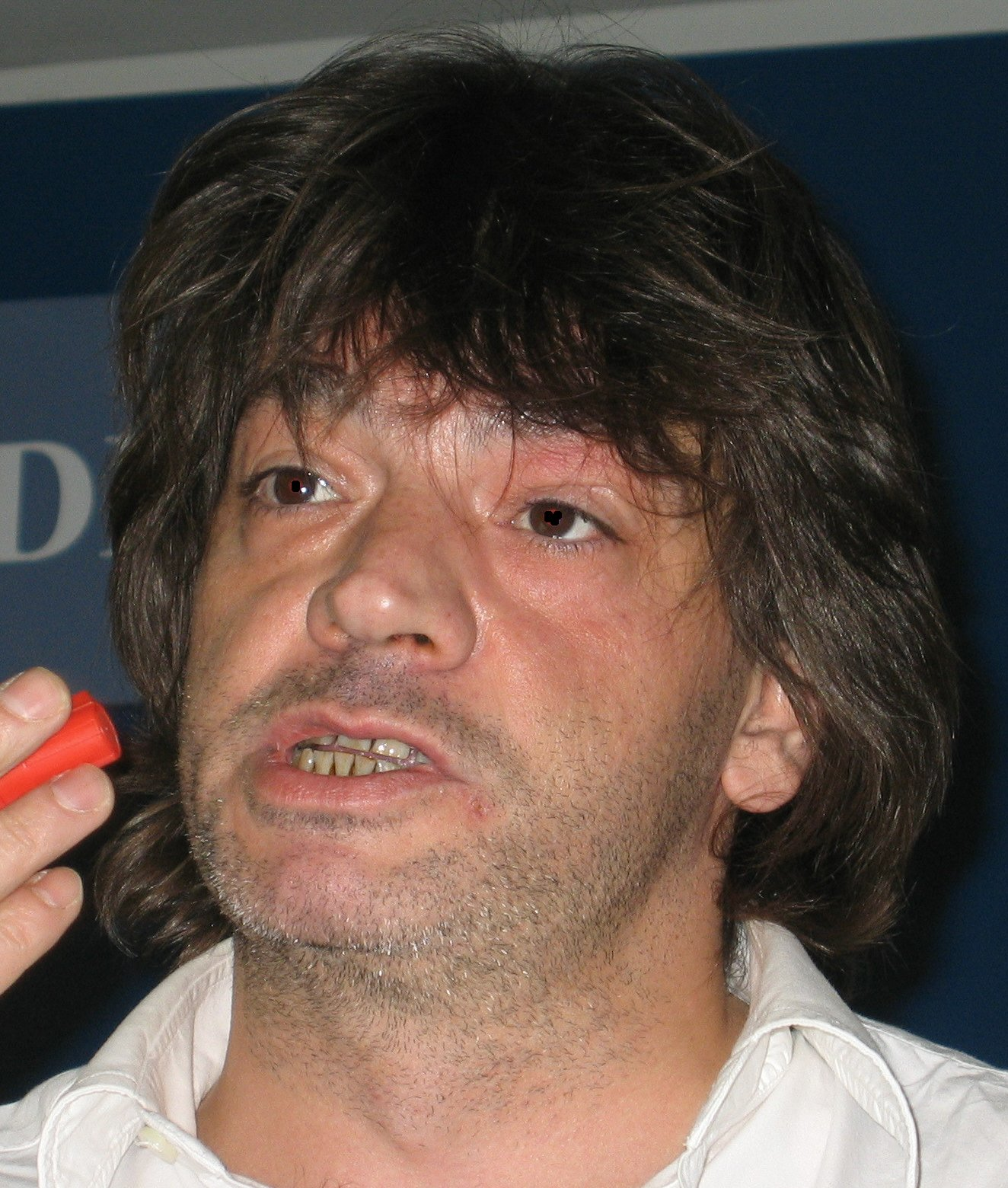
Enrique Urbizu.

En la dècada de 1984 a 1994, la indústria cinematogràfica basca va continuar el camí que havia iniciat i va fer algunes pel·lícules destacades, per exemple:
- Golfo de Vizcaya
- Kalabaza tripontzia
- Adiós pequeña
- 27 horas
- Ehun metro
- Hamaseigarrenean, aidanez'
- Zergatik panpox
- Kareletik
- A los cuatro vientos
- Ander eta Yul
- La llegenda del vent del Nord
- Crónica de la guerra carlista
- Ke arteko egunak (la primera pel·lícula basca seleccionada per a la Secció Oficial del Festival de Sant Sebastià, l'any 1989)
- Santa Cruz, el cura guerrillero

### Cinematografia d'avui
En els darrers anys, el cinema basc ha guanyat popularitat tant aquí com a l'estranger. A més dels esmentats professionals, ha nascut una nova generació mentre els primers segueixen treballant. Així, no només Imanol Uribe o Montxo Armendáriz van ser famosos a País Basc i Espanya, Álex de la Iglesia, Julio Medem, Juanma Bajo Ulloa, Daniel Calparsoro o Enrique Urbizu també han aconseguit fer-se lloc. Álex de la Iglesia de Bilbao, per exemple ha rodat amb estrelles importants com Rosie Perez, John Hurt o Elijah Wood.
Mentrestant, s'han fet algunes pel·lícules interessants:
- Días contados, dirigit per Imanol Uribe.
- Maité, dirigida per Carlos Zabala i Eneko Olasagasti.
- Vacas, dirigida per Julio Medem (1992).
- La madre muerta, dirigida per Juanma Bajo Ulloa (1994) .
- El día de la bestia (1995), dirigida per Álex de la Iglesia.
- Sólo se muere dos veces (1997), dirigida per Esteban Ibarretxe i Juan Inciarte.
- Airbag (1997), dirigida per Juanma Bajo Ulloa.
- Secretos del corazón (1997), dirigida per Montxo Armendáriz.
- Perdita Durango (1998), dirigida per Álex de la Iglesia.

Al segle xix, el cinema basc ha seguit el mateix camí, afegint alguns noms nous als noms esmentats, com ara Koldo Serra, Kepa Sojo, Borja Crespo, Tinieblas González, Nacho Vigalondo o Borja Cobeaga. Gràcies al programa del Govern Basc anomenat Kimuak, van poder publicar els seus treballs.

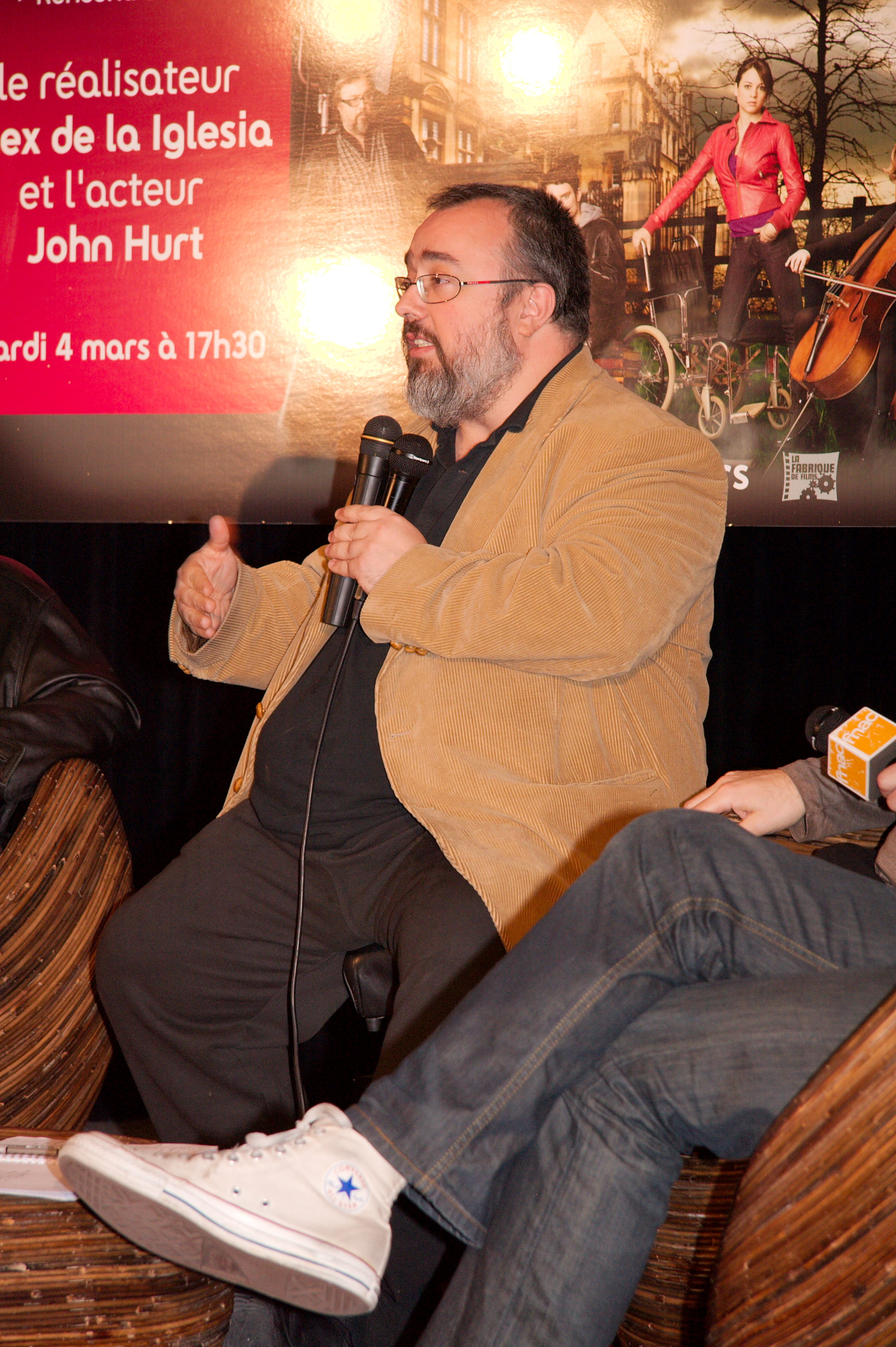
Álex de la Iglesia.

També s'han fet pel·lícules excel·lents, algunes de les quals fins i tot han guanyat els Premis Oscar, especialment en la categoria de curtmetratges, així com llargmetratges i documentals:
- Euskal Pilota. Larrua harriaren kontra, [dirigida per Julio Medem (2003).
- 7:35 de la mañana, dirigida pel cantàbric Nacho Vigalondo (2003).
- Aupa Etxebeste!, dirigida per Asier Altuna i Telmo Esnal (2005).
- El síndrome de Svensson, dirigida per Kepa Sojo
- Eutsi!, dirigida per Alberto J. Gorritiberea.
- Kutsidazu bidea, Ixabel, dirigida per Mireia Gabilondo i Fernando Bernués (2006).
- Éramos pocos, dirigida per Borja Kobeaga.
- The backwoods, dirigida per Koldo Serra
- The Oxford Murders, d’ Álex de la Iglesia, 2008.
- 80 egunean, Jon Garaño i Jose Maria Goenaga, 2010.
- Urteberri on, amona!, Telmo Esnal, 2011.
- Bertsolari, Asier Altuna, 2011.
- Bypass, Patxo Telleria i Aitor Mazo, 2012.
- Amaren eskuak, Mireia Gabilondo, 2013.
- Loreak, Jon Garaño i Jose Maria Goenaga, 2014 (segona pel·lícula seleccionada per a la Secció Oficial del Festival de Cinema de Sant Sebastià).
- Lasa eta Zabala, Pablo Malo, 2014.
- Amama, Asier Altuna, 2015.
- Gernika, Koldo Serra, 2016.
- aMari, Gregorio Azkona Andueza, 2016
- Handia, Jon Garaño i Aitor Arregi Galdos, 2017.
- Errementari, Paul Urkijo, 2017.

El renaixement del cinema en llengua basca va arribar en gran part el 2005 amb "Aupa Etxebeste!". Els autors Asier Altuna i Telmo Esnal han tingut cadascun una fructífera trajectòria a la seva manera des de llavors, Telmo Esnal de Zarautz "Urteberri on, amona!" el 2011 i Asier Altuna amb "Bertsolari" el 2011 i el notable llargmetratge "Amama" el 2015.
Una altra parella d'autors d'èxit va debutar el 2010, Jon Garaño de Donostia i Jose Maria Goenaga d'Ordizia amb el memorable "80 egunean". Però l'explosió amb la pel·lícula "Loreak" (2014), la segona pel·lícula basca de la història seleccionada per a la Secció Oficial del Festival Internacional de Cinema de Sant Sebastià i nominada per als Oscars i el premi del Festival Internacional de Cinema de Palm Springs, entre d'altres.
Com es va saber l'11 de desembre de 2014, les pel·lícules del País Basc van tenir més de 130.000 espectadors aquell any. La pel·lícula Lasa eta Zabala va tenir 72.000 espectadors, i Loreak en va tenir 50.000.
La segona gran explosió va arribar 3 anys després, amb la pel·lícula "Handia", de Jon Garaño i Aitor Arregi Galdos d'Oñati, el 2017. Va batre rècords de taquillaa, sent la pel·lícula més vista mai en basc, va guanyar 2 premis al Festival de Cinema de Donostia i 10 premis als Premis Goya, només superat per altres dues pel·lícules al llarg de la història.